# Galium echinocarpum
Galium echinocarpum är en måreväxtart som beskrevs av Bunzo Hayata. Galium echinocarpum ingår i släktet måror, och familjen måreväxter. Inga underarter finns listade i Catalogue of Life.